# Pieczęć stanowa Kalifornii

Pieczęć stanowa Kalifornii

Pierwszą pieczęć stanową Kalifornii przyjęto w roku 1849. Zmodyfikowano ją w 1937 r. Przedstawia Minerwę - boginię mądrości i niedźwiedzia grizzly z flagi stanowej jedzącego winogrona - symbolizuje on produkcję wina.
Inne symbole to:
- snop zboża - rolnictwo
- górnik - górnictwo i gorączka złota
- statki - handel najbogatszego stanu

Krajobraz nie jest określony. Ustawa z roku 1849 mówiła o rzece Sacramento i ośnieżonych szczytach Sierra Nevady. Może to też być Zatoka San Francisco.
Fraza Eureka (rozumiana jako znalazłem to) jest oficjalnym mottem Kalifornii.